# 勝色
勝色（かちいろ）は、日本に古くからある紺色の一種。本来は褐色と表記されていた。また、搗色とも表記されたり、「かちんいろ」と読まれたりする。とくに鎌倉時代の武士に愛好された色である。
現代では「褐色」と書くと「かっしょく」と音読みし、茶色やこげ茶色をさすのが普通であり、また熟語の（中国から伝来した）もともとの意味もこのとおりである。しかし、中世や近世の日本では右図のような濃い紺色を意味することも多かった。

## 色名の由来
「褐」は音読みで「かつ」と読み、麻や葛などの繊維でできたごつごつした布、転じてみすぼらしい衣服を意味する。
平安時代に、舎人（とねり、皇族や貴族に仕えた武官）が着る服のなかに、「褐衣」（かちえ）という藍や紺で染めた服があった。これは、ごつごつした麻布に藍の染料をよく染み込ませ、さらに生地に光沢を与えるために、染めた布を板の上に拡げ叩くという作業を行ってつくられた服である。この叩く作業を「搗く」（つく）または「搗つ」（かつ）と呼び、染め方を「搗染め」（かちぞめ）と呼んだ。この衣の名と作業名が複合され、「褐色」（かちいろ）と呼ばれるようになったと考えられている。
鎌倉時代になると、「搗つ」が「勝つ」に結び付けられ、縁起物としてこの色が武士に広く愛好されるようになる。当時は服のみならず、鎧にもこの色で染められた糸が使用された。
時代は下って江戸時代には「かちんいろ」とも称された。明治時代に入って日露戦争時には、当時の軍服の色が紺だったので特別に「軍勝色」（ぐんかちいろ）と呼ばれた。
現代ではプロ野球のオリックス・バファローズやくふうハヤテベンチャーズ静岡、サッカー日本代表のようにスポーツチームが縁起を担いでユニフォームの色に採用する例もある。

## JISによる定義
日本工業規格では、JIS慣用色名として「勝色（かちいろ）」という名称・表記で、色が右図のように定義されている。系統色名では「暗い紫みの青 (dk-pB)」である。